# Herophydrus verticalis
Herophydrus verticalis är en skalbaggsart som beskrevs av Sharp 1882. Herophydrus verticalis ingår i släktet Herophydrus och familjen dykare. Inga underarter finns listade i Catalogue of Life.